# Гвет, Леонард
Леонард Шателин Гвет (фр. Leonard Chatelin Gweth; род. 2 октября 2002, Яунде) — камерунский футболист, нападающий гродненского «Немана».

## Карьера

### Начало карьеры
Является воспитанником камерунской футбольной школы «Леки» из одноименного города, в которую попал в возрасте 14 лет. Свой первый профессиональный контракт футболист заключил в 17 летнем возрасте с камерунским клубом АПЕЖЕС, в составе которого становился серебряным призёром чемпионата. Летом 2022 года футболист перешёл в бельгийский «Гент», где выступал на молодёжном уровне. Однако футболист провёл за бельгийский клуб всего несколько матчей, вскоре получив серьёзную травму. В следующем сезоне летом 2023 года футболист подписал контракт с литовским клубом БФА. Дебютировал за клуб футболист 22 сентября 2023 года в матче против клуба «Невежис», выйдя на поле в стартовом составе. Дебютный гол за клуб футболист забил 7 октября 2023 года в матче против клуба «Ионава». По окончании сезона футболист покинул литовский клуб.

### «Неман» Гродно
В январе 2024 года футболист прибыл на просмотр в белорусский клуб «Неман». Вскоре главный тренер гродненского клуба сообщил, что с футболистом будет подписан контракт. В конце февраля 2024 года сообщалось, что подписание контракта с футболистом задерживается из-за промедления со стороны Литовской футбольной федерации, в результате которого игрок не может получить трансферный сертификат. В марте 2024 года футболист официально подписал контракт с клубом, рассчитанный до конца сезона с опцией продления ещё на год. Дебютировал за клуб футболист 9 марта 2024 года в ответном четвертьфинальном матче Кубка Беларуси против столичного «Минска», выйдя на поле в стартовом составе. Первый матч в чемпионате футболист сыграл 16 марта 2024 года против новополоцкого «Нафтана», выйдя на поле в стартовом составе. Дебютный гол за клуб футболист забил 31 марта 2024 года в матче против «Гомеля». В матче 13 апреля 2024 года против могилёвского «Днепра» футболист отличился забитым дублем. Вместе с гродненским клубом футболист стал обладателем Кубка Беларуси, однако сам футболист пропустил финал из-за травмы. В июле 2024 года футболист вместе с клубом отправился на квалификационные матчи Лиги конференций УЕФА, где по сумме матчей уступили румынскому клубу ЧФР Клуж. На протяжении сезона футболист выступал за гродненский клуб в роли одного из ключевых игроков, отличившись 9 забитыми голами и результативной передачей. По итогу сезона футболист вместе с клубом стал серебряным призёром чемпионата.
В декабре 2024 года сообщалось, что к футболисту проявляет интерес тираспольский «Шериф». В январе 2025 года футболист приступил к подготовке к новому сезону с гродненским «Неманом». В феврале 2025 года главный тренер гродненского клуба Игорь Ковалевич рассказал, что у футболиста также имелись предложения от других белорусских клубов. Новый сезон футболист начал 22 февраля 2025 года с матча за Суперкубок Беларуси, где уступили минскому «Динамо». Первый матч в чемпионате футболист сыграл 30 марта 2025 года против «Гомеля», выйдя на поле в стартовом составе. Первым забитым голом за клуб в сезоне футболист отличился 19 апреля 2025 года в матче против дзержинского «Арсенала». В полуфинальных матчах Кубка Беларуси футболист вместе с клубом по сумме матчей победил «Витебск», став одним из финалистов турнира. В финале Кубка Беларуси 24 мая 2025 года футболист вместе с клубом стал обладателем титула, победив жодинское «Торпедо-БелАЗ», отметившись результативной передачей. В июле 2025 года футболист из-за полученной травмы ахилла был прооперирован, выбыв до конца сезона.

## Достижения
«Неман» Гродно
- Обладатель Кубка Беларуси (2): 2023/24, 2024/25